# Diphaglossa gayi
Diphaglossa gayi là một loài ong trong họ Colletidae. Loài này được Spinola miêu tả khoa học đầu tiên năm 1851.